# 脊髄副神経
脊髄副神経（せきずいふくしんけい、spinal accessory nerve）は、椎骨動脈、脊髄動脈そして蓋膜と翼状靱帯と共に大後頭孔を通っている。
側頭筋、中斜角筋、僧帽筋、咬筋、頚椎（C2、C3およびC4）、気管筋、胸鎖乳突筋が表記された頭部と頚部の医学図。